# Dandothi, Chitapur
Dandothi là một làng thuộc tehsil Chitapur, huyện Gulbarga, bang Karnataka, Ấn Độ.